# 슈렉
《슈렉》(영어: Shrek)은 동명의 책 슈렉!에 어느 정도 기반을 둔, 2001년에 개봉한 미국의 컴퓨터 애니메이션 코미디 영화이자 슈렉 시리즈의 첫 편이다.

## 줄거리
성 밖 늪지대에 사는 크고 못생기고 평화로운 거인 슈렉은 진흙에 샤워를 하고 동화책은 화장실 휴지로 쓰며 혼자만의 삶을 살고 있었다. 하지만 어느 날 피노키오, 아기 돼지 삼형제, 말하는 당나귀 동키 등 동화 주인공들이 잔뜩 자신의 늪지대에 망명하게 되고, 이를 따지기 위해 동키와 함께 영주인 파콰드 경의 성으로 향한다.
한편, 욕심많은 영주 파콰드 경은 왕이 되기 위해 자신과 결혼할 동화 속 공주를 물색하고, 용이 지키는 성에 갇혀있는 피오나 공주를 간택
한다. 파콰드 경이 자신을 대신해 피오나 공주를 데려 올 기사를 모집하던 찰나에 마침 슈렉이 그의 성에 도착하고, 오거인 자신을 쫓아내려 하는 기사들을 모두 때려눕힌다. 이에 파콰드경은 슈렉에게 피오나 공주를 데려오면 늪지대를 돌려주겠다는 약속을 하고 슈렉과 동키를 공주가 갇혀있는 탑으로 보낸다.
슈렉과 동키는 여러 역경 (탑의 용이 동키에게 반하는 등)을 지나 피오나를 구출해내지만, 피오나는 오랫동안 꿈꿔오던 ‘백마 탄 왕자’와는 전혀 다른 슈렉의 모습에 조금 당황한다. 한편, 해질녘이 되면 황급히 잠자리를 찾아 숨어버리는 피오나의 모습을 의아해하던 동키는 우연히 피오나가 해가 지면 못생긴 오거로 변하는 저주에 걸렸고, 이 저주를 풀고 ‘진정한 아름다움’을 되찾기 위해서는 사랑하는 사람과 키스를 해야한다는 사실을 알게 되고, 피오나는 자신이 직접 이야기할 테니 이 사실을 슈렉에게 말하지 말라고 신신당부한다.
한편, 피오나와 동키가 이야기를 나누던 방앗간 근처를 서성이던 슈렉은 피오나가 스스로를 ‘못생긴 괴물’이라고 말하는 것을 우연히 듣게 되고, 이를 피오나가 아닌 자신에게 하는 말로 오해한다. 다음날, 피오나는 슈렉에게 모든 것을 이야기하려 하지만, 지난 밤의 오해로 상처받은 슈렉은 피오나의 말은 들으려 하지 않고 파콰드 경을 데려와 피오나를 성으로 보낸다.
피오나의 결혼식 당일, 슈렉은 피오나에 대한 자신의 마음을 깨닫고, 동키의 연인이 된 용의 도움을 얻어 파콰드 경의 성으로 향한다. 결혼식 중간에 슈렉이 뛰어들어간 찰나, 해가 지고 피오나는 오거로 변신한다. 이를 본 슈렉은 모든 오해가 풀렸지만, 파콰드 경은 피오나가 변신한 모습을 역겨워하며 슈렉을 죽이고 피오나를 감옥에 넣을 것을 명령한다. 하지만 슈렉의 휘파람에 용이 들어와 파콰드 경을 잡아 먹고, 서로의 마음을 확인한 슈렉과 피오나는 키스를 나눈다. 키스 후 밝은 빛이 피오나의 몸을 감싸고, 피오나는 예전의 아름다운 모습을 되찾을 것을 기대하지만 아무것도 변하지 않은 오거의 모습으로 남는다. 어리둥절한 피오나에게 슈렉은 지금의 모습이 아름답다고 말하고, 슈렉과 피오나는 결혼한다.

## 차이점과 양면성
- 디즈니의 장편 애니메이션 영화 목록 등에서는 전부 외모가 잘생기고 착하게 행동하는 주인공들은 그대로 착한 사람으로 진행되면서 끝내 악을 물리쳐 승리자가 된다. 반면에 악한 주인공은 그대로 나쁜 행동을 일삼아서 남을 피해를 많이 주거나 고생을 시키지만 끝내 당하거나 죽는 것으로 끝난다.
- 반면, 슈렉에서는 디즈니의 장편 애니메이션 영화 목록 제작사의 주인공들과 너무나 많은 대조적과 차이점이 드러난다. 도깨비라고 불려 많은 사람들에게 버림을 받고 못 생긴 슈렉은 속으로는 착한 마음씨를 갖고 있어서 나중에 승리자가 된다. 반면, 파콰드 왕이라고 불리는 주인공은 잘생기고 영주로서 나라를 잘 다스리지만 끝내 슈렉에게 피해를 받는다.

## 한국판 성우진
- 장광 - 슈렉(마이크 마이어스)
- 이인성 - 동키(에디 머피)
- 김옥경 - 피오나 공주(카메론 디아즈)
- 김병관 - 파콰드 영주(존 리스고)
- 장승길 - 늙은 쥐 / 군인대위 / 신부님
- 한호웅 - 돼지 / 과자인간
- 서문석 - 어린쥐
- 이호인 - 마법의 거울
- 나수란 - 동키의 주인
- 김재우 - 난장이 / 로빈훗

## 같이 보기
- 드림웍스 애니메이션